# Dorfkirche Schönefeld (Niedergörsdorf)

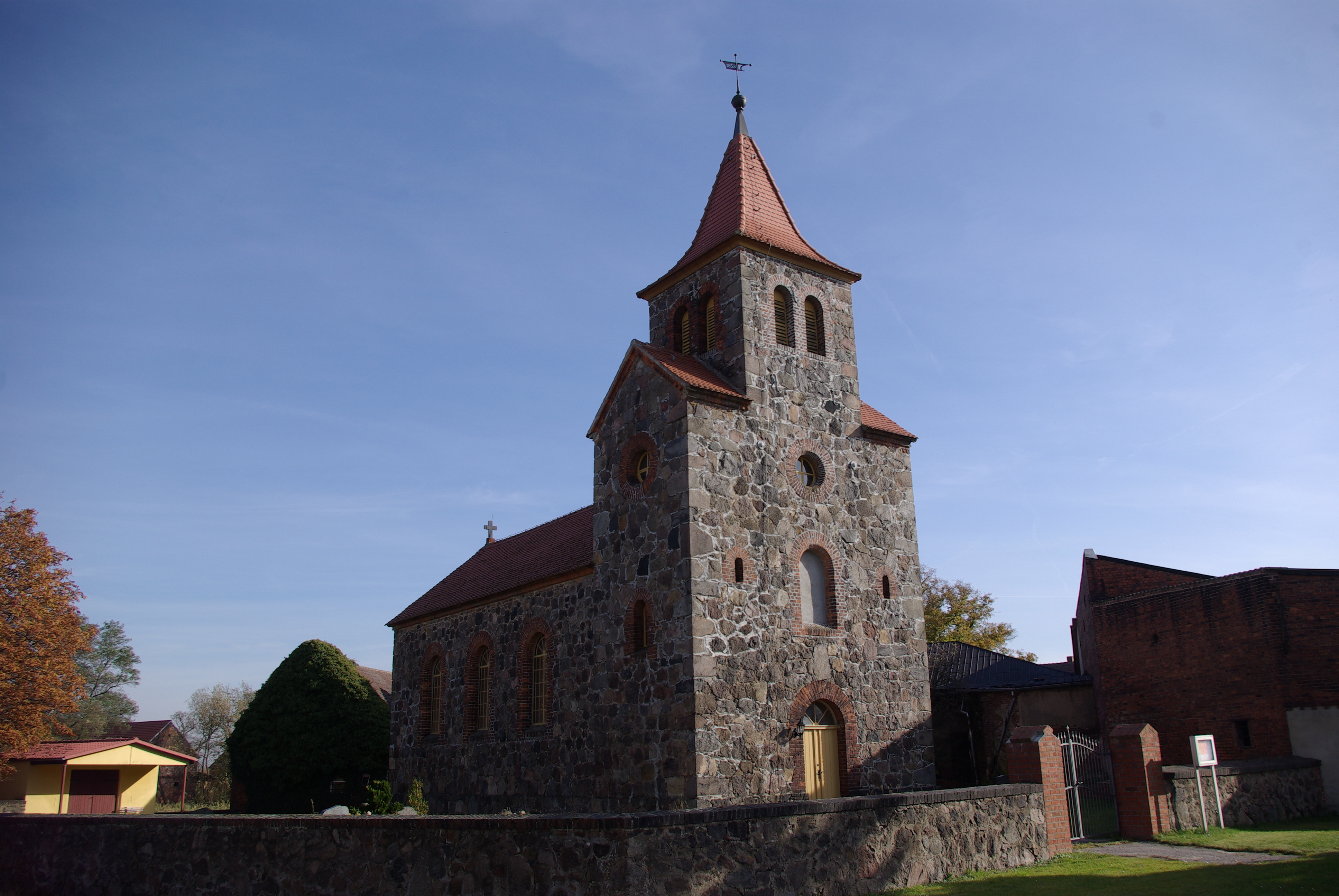
Dorfkirche Schönefeld

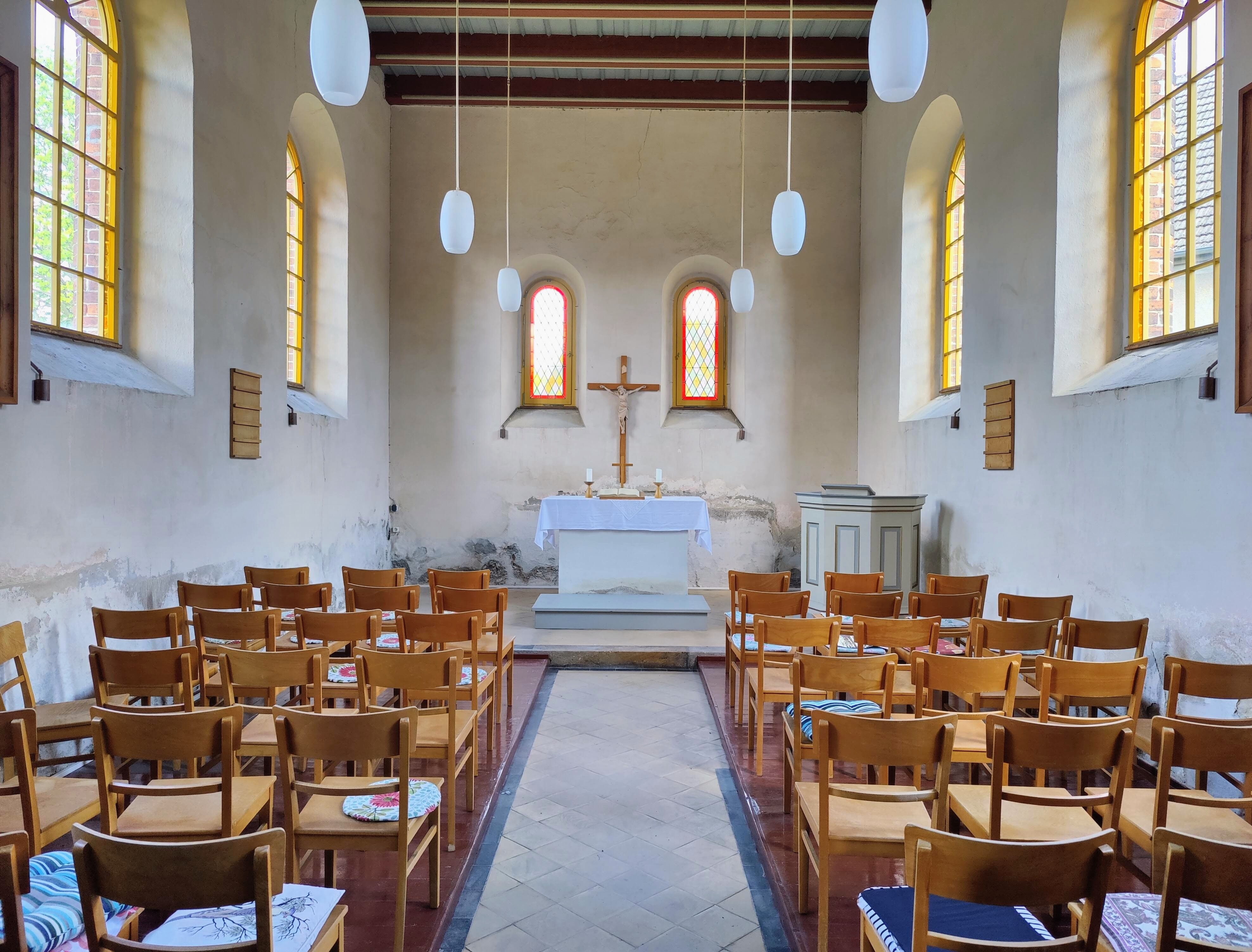
Innenraum (2023)

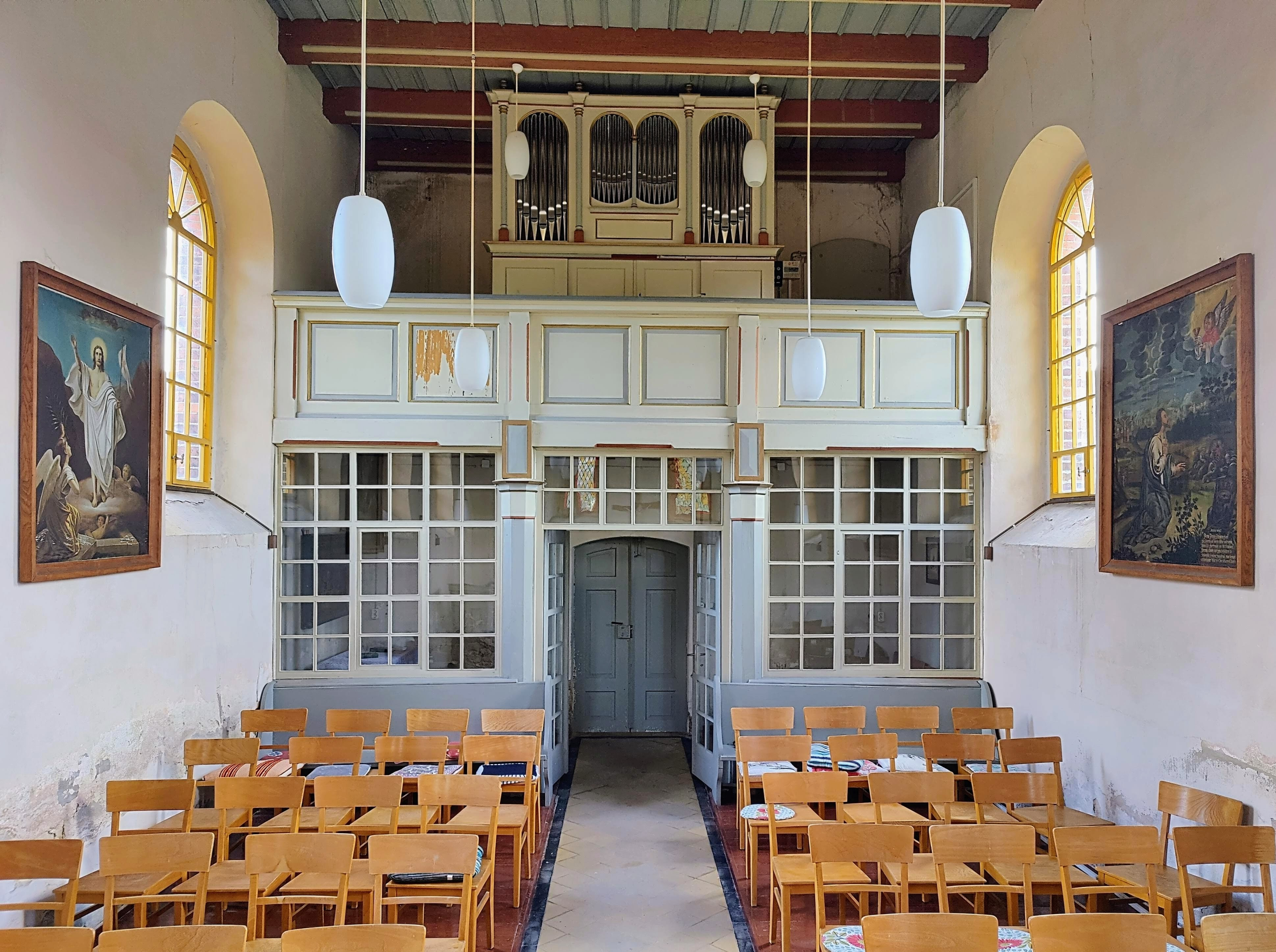
Blick zur Orgel

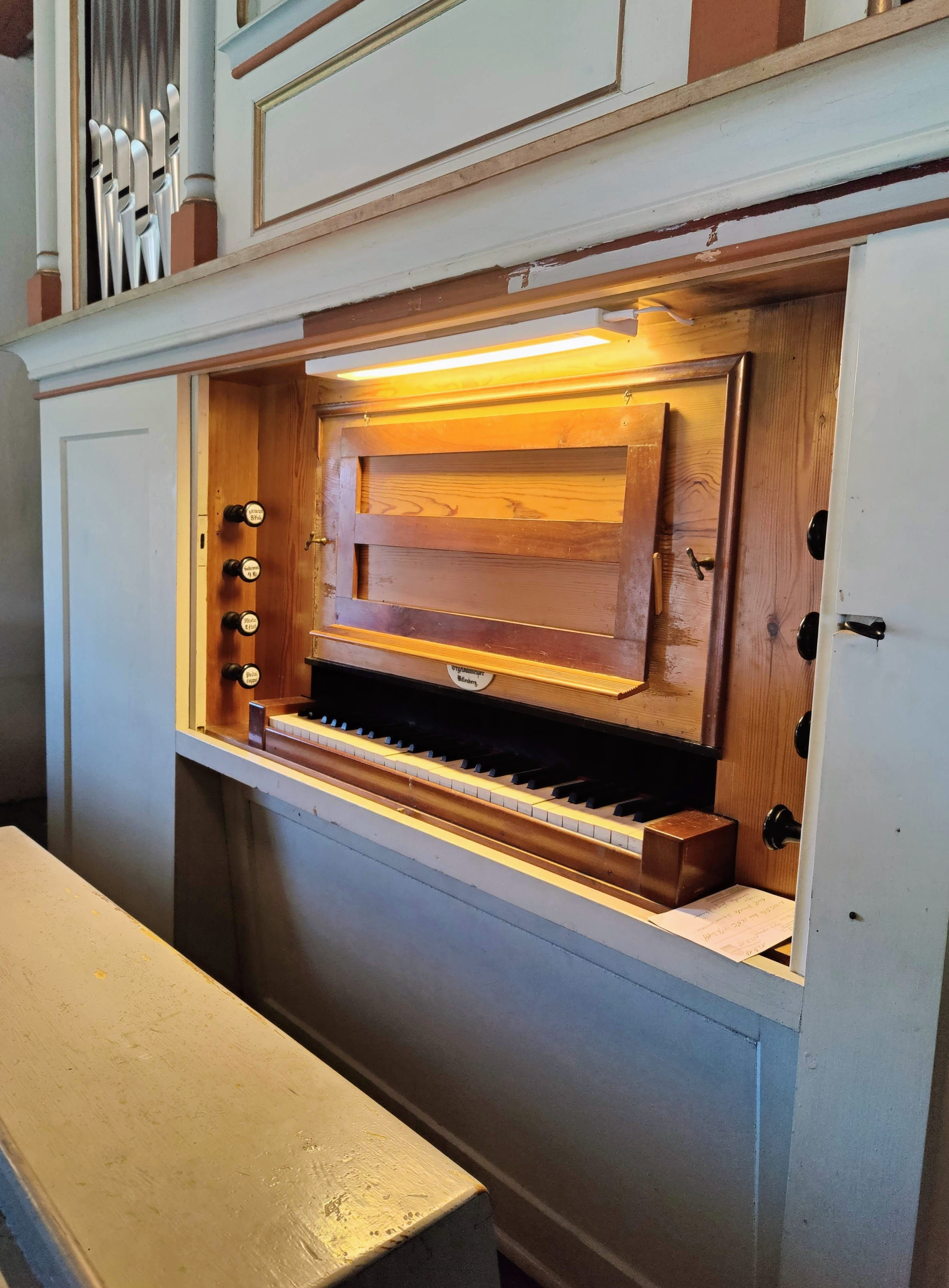
Spielanlage der Orgel

Die Dorfkirche Schönefeld befindet sich in der Gemeinde Niedergörsdorf im Ortsteil Schönefeld im Landkreis Teltow-Fläming in Brandenburg. Die Kirche steht unter Denkmalschutz und befindet sich in der Mitte des Ortes und ist von einem Kirchhof umgeben. Die Kirche in Schönefeld war bereits 1528 Tochterkirche von Klebitz, einem Ortsteil von Zahna-Elster im Landkreis Wittenberg. Das Patronatsrecht hatte der Landesherr. Heute wird die Kirche von Blönsdorf aus betreut und gehört zum Kirchenkreis Wittenberg der Evangelischen Kirche in Mitteldeutschland.

## Geschichte und Architektur
Die heutige Kirche wurde 1853 aus Feldstein erbaut. Dabei ersetzte die heutige Kirche einen Vorgängerbau, der an gleicher Stelle stand. Es ist ein Saalbau, der westliche Teil ist etwas breiter. Der Mittelteil dieses Westriegels ist wie ein Turm ausgebaut und hat ein konkaves Zeltdach. An den seitlichen Bauteilen des Westriegels befinden sich Satteldächer. Die Öffnungen wie Fenster und Pforte haben Laibungen aus Ziegeln.
Im Jahre 1967 wurde die Kirche renoviert. Dabei wurden die Raumfassung und die Ausstattung zerstört. Dadurch ist die Kirche innen nüchtern ausgestattet. 1997 wurden das Äußere und das Dach renoviert.

## Ausstattung
Im Inneren befinden sich zwei Altarbilder. Sie stammen von einem barocken Altaraufsatz. Das eine Bild zeigt Christus am Ölberg, das andere ein Abendmahl. Weiter befindet sich ein neues Altarbild in der Kirche, es zeigt den auferstandenen Christus. Der Taufständer ist wahrscheinlich von 1853. Auch die Kanzel ist wohl aus diesem Jahr. Seit der Renovierung 1967 steht sie auf der Erde. Die große Glocke im Kirchturm ist in Zuckerhutform gegossen und entstammt noch dem 13. Jahrhundert. Die kleine Glocke wurde 1678 von Georg Billich in Wittenberg gegossen.

## Orgel
Die Orgel stammt ebenso von 1853, der Erbauer ist Gustav Albert Friedrich aus Wittenberg. Das Werk besitzt sechs Register auf einem Manual und Pedal. 1967 erfolgte eine Instandsetzung und ein teilweiser Umbau. Die Disposition lautet:
| I Manual C–f3 |    |
| Principal     | 8′ |
| Gedackt       | 8′ |
| Hohlflöte     | 4′ |
| Salicional    | 4′ |
| Mixtur II     |    |

| Pedal C–d1 |     |
| Subbass    | 16′ |

- Koppel: I/P
- Calcant